# 泾州古城
泾州古城，位于中国甘肃省泾川县，为一个省级文物保护单位，类型为古遗址。
泾州古城的历史年代为汉至元。